# Schwiizergoofe
Die Schwiizergoofe sind ein Schweizer Musikprojekt, das von Nikol Camenzind, der Frau von Musikproduzent Roman Camenzind, initiiert wurde. Unter diesem Namen werden moderne Kinderlieder in deutschschweizerischen Dialekten veröffentlicht.

## Hintergrund
Für ihre eigenen Kinder war Nikol Camenzind auf der Suche nach Kinderliedern nach dem Vorbild des Kinderchors Schlieremer Chind. Sie sammelte Anregungen und komponierte zusammen mit Georg Schlunegger von HitMill, der Produktionsfirma ihres Mannes, eine Reihe von Kinderliedern. Dann suchte sie Kinder, die Dialekt sprechen konnten, im Alter zwischen sechs und zwölf Jahren und nahm mit ihnen ein Album auf. Das Projekt wurde Schwiizergoofe nach dem Dialektwort Goofe für Kinder benannt. Im Frühjahr 2013 wurde die Doppel-CD mit 15 Liedern in der gesungenen und in einer Instrumentalversion zum Mitsingen veröffentlicht. Sie erreichte die Top 10 der Schweizer Albumcharts und wurde mit Platin für über 20.000 verkaufte Exemplare ausgezeichnet. Eine zweite Doppel-CD mit 15 weiteren Liedern wurde in einem Sommercamp aufgenommen und Ende November 2013 veröffentlicht. Diese und fünf weitere CDs der Schwiizergoofe erreichten in den folgenden Jahren die Top 10 der Schweizer Hitparade.
Pro verkaufte CD und verkauftes Ticket wird an das Kinderhilfswerk UNICEF gespendet.

## Diskografie

### Alben
| Jahr | Titel                                     | Höchstplatzierung, Gesamtwochen, AuszeichnungChartsChartplatzierungen (Jahr, Titel, Platzierungen, Wochen, Auszeichnungen, Anmerkungen) | Anmerkungen                              |
| Jahr | Titel                                     | CH | Anmerkungen                              |
| ---- | ----------------------------------------- | --- | ---------------------------------------- |
| 2013 | 1                                         | CH10 (179 Wo.)CH | Erstveröffentlichung: 1. März 2013       |
| 2013 | 2                                         | CH4 (51 Wo.)CH | Erstveröffentlichung: 22. November 2013  |
| 2014 | 3                                         | CH4 (66 Wo.)CH | Erstveröffentlichung: 5. September 2014  |
| 2014 | Herbscht & Winter                         | CH8 (42 Wo.)CH | Erstveröffentlichung: 7. November 2014   |
| 2015 | 4                                         | CH6 (52 Wo.)CH | Erstveröffentlichung: 25. September 2015 |
| 2016 | Früehlig & Summer                         | CH2 (111 Wo.)CH | Erstveröffentlichung: 18. März 2016      |
| 2016 | 5                                         | CH2 (59 Wo.)CH | Erstveröffentlichung: 30. September 2016 |
| 2016 | Es wiehnachtet                            | CH35 (35 Wo.)CH | Erstveröffentlichung: 2. Dezember 2015   |
| 2017 | Abentüür Iischlafe                        | CH13 (42 Wo.)CH | Erstveröffentlichung: 24. März 2017      |
| 2017 | 6                                         | CH7 (56 Wo.)CH | Erstveröffentlichung: 29. September 2017 |
| 2018 | Eusi Hits uf Englisch                     | CH45 (6 Wo.)CH | Erstveröffentlichung: 19. Januar 2018    |
| 2018 | Abentüür Baumschloss                      | CH12 (23 Wo.)CH | Erstveröffentlichung: 24. März 2018      |
| 2018 | 7                                         | CH7 (57 Wo.)CH | Erstveröffentlichung: 28. September 2018 |
| 2019 | Abentüür Chatzeräuber                     | CH20 (9 Wo.)CH | Erstveröffentlichung: 15. März 2019      |
| 2019 | 8                                         | CH9 (49 Wo.)CH | Erstveröffentlichung: 27. September 2019 |
| 2020 | Abentüür Geischterhof                     | CH13 (11 Wo.)CH | Erstveröffentlichung: 27. März 2020      |
| 2020 | 9                                         | CH1 (54 Wo.)CH | Erstveröffentlichung: 25. September 2020 |
| 2020 | Schwiizergoofe singed mit Orchester Live! | CH5 (4 Wo.)CH | Erstveröffentlichung: 18. Dezember 2020  |
| 2021 | Abentüür Monschterschlucht                | CH1 (10 Wo.)CH | Erstveröffentlichung: 2. April 2021      |
| 2021 | 10                                        | CH1 (54 Wo.)CH | Erstveröffentlichung: 17. September 2021 |
| 2022 | Abentüür Drachesee                        | CH2 (6 Wo.)CH | Erstveröffentlichung: 1. April 2022      |
| 2022 | 11                                        | CH1 (26 Wo.)CH | Erstveröffentlichung: 23. September 2022 |
| 2023 | Abentüür Zauberzirkus                     | CH2 (27 Wo.)CH | Erstveröffentlichung: 24. März 2023      |
| 2023 | 12                                        | CH1 (28 Wo.)CH | Erstveröffentlichung: 29. September 2023 |
| 2023 | Abentüür Pischteschreck                   | CH1 (4 Wo.)CH | Erstveröffentlichung: 1. Dezember 2023   |
| 2024 | Schwiizer Chinderlieder 1                 | CH1 (17 Wo.)CH | Erstveröffentlichung: 15. März 2024      |
| 2024 | Schwiizer Chinderlieder 2                 | CH2 (6 Wo.)CH | Erstveröffentlichung: 15. März 2024      |
| 2024 | 13                                        | CH1 (20 Wo.)CH | Erstveröffentlichung: 20. September 2024 |
| 2025 | Abentüür Rettig ide Not                   | CH8 (2 Wo.)CH | Erstveröffentlichung: 28. März 2025      |